# Epítopo

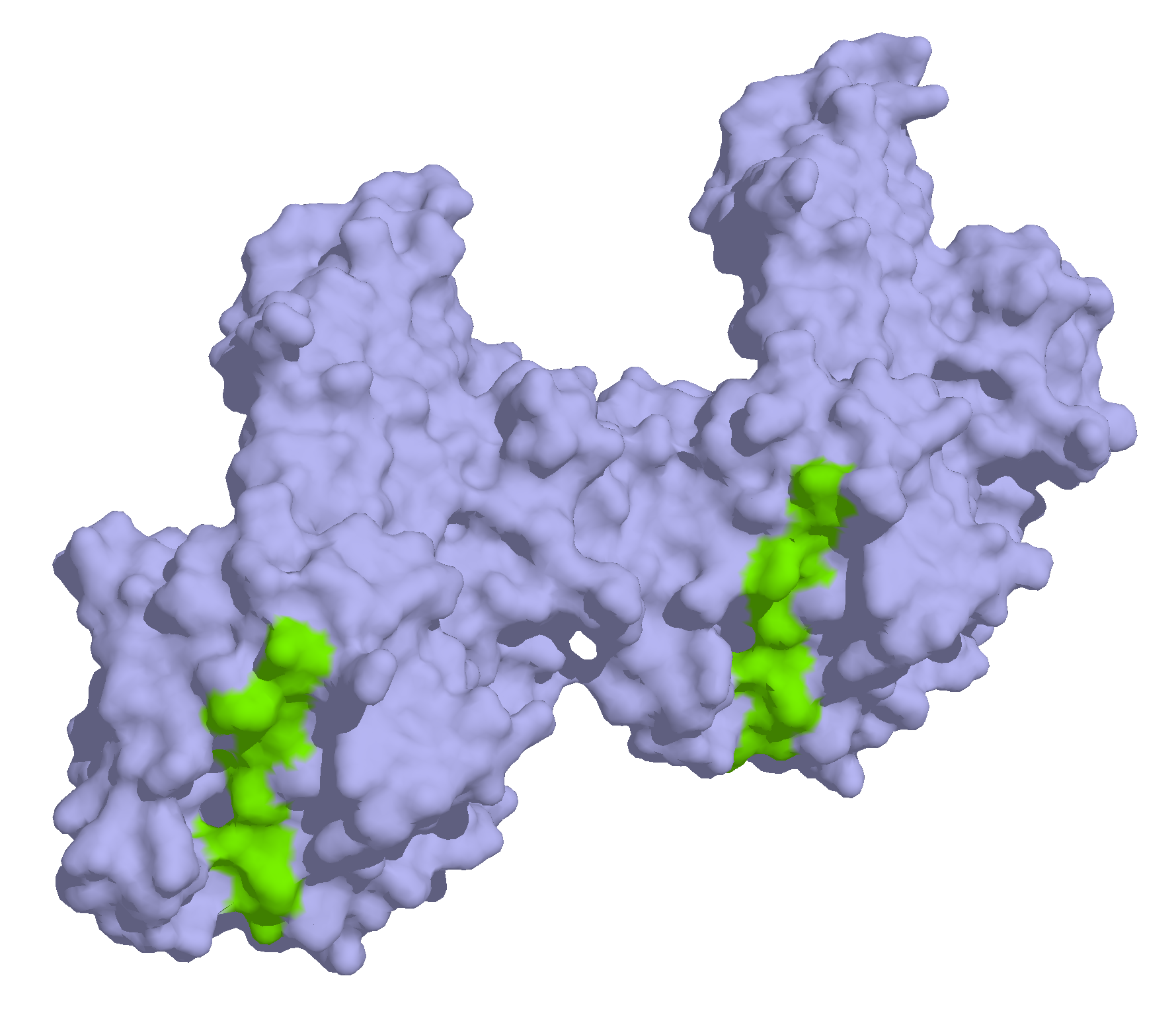
Estrutura tridimensional dos epítopos da proteína gliadina, mediadores da doença celíaca.

Epitopo ou determinante antigênico é a menor porção de antígeno com potencial de gerar a resposta imune. É a área da molécula do antígeno que se liga aos receptores celulares e aos anticorpos. É o sítio de ligação específico que é reconhecido por um anticorpo ou por um receptor de superfície de um linfócito T (TCR). São denominados epítopos ou determinantes antigênicos  regiões específicas contra as quais as respostas imunes são direcionadas,  geralmente se localizam  na superfície da molécula. A parte de um antígeno que está diretamente envolvida na interação antígeno-receptor (pequena parte do antígeno) é chamada de determinante antigênico ou epítopo. Um antígeno pode ter numerosos epítopos que podem ser iguais (epítopos repetidos).  
É denominado de epítopos lineares ou determinantes lineares os epítopos que se constituem numa série contínua de subunidades, como uma cadeia de aminoácidos ou resíduos de açúcares. É denominado de epítopos de configuração ou determinantes de configuração os epítopos formados por partes não contíguas de uma macromolécula que estão juntos pela estrutura tridimensional mas são destruídos quando a macromolécula é desdobrada.
Cada antígeno pode conter um ou mais epítopos, sendo iguais ou diferentes. Em geral, o número de epítopos em uma molécula está diretamente relacionado ao seu tamanho, há cerca de um epítopo para cada 5kDa de uma proteína. A presença de diferentes epítopos na superfície do antígeno pode desencadear uma produção de anticorpos com diferentes especificidades e a ativação policlonal de linfócitos T. Um antígeno complexo contém vários determinantes antigênicos, onde alguns são mais eficientes na indução da resposta imune que outros. Isso geralmente não acontece com todos os antígenos, porque somente alguns epítopos podem ativar a resposta imune. Essa supremacia de um determinado epítopo é chamada imunodominância, e esse determinante antigênico com maior reatividade recebe a denominação de grupo imunodominante.
Em uma molécula grande muitos epítopos diferentes podem ser reconhecidos pelo sistema imune, porém alguns são mais imunogênicos que outros, dessa forma, os animais podem responder a poucos epítopos favorecidos, e o restante da molécula pode ser ignorado.
A imunodominância deve-se ao fato de o grupo imunodominante estar localizado numa área exposta do antígeno, favorecendo um "bom encaixe", numa ligação tipo "chave-fechadura" que ocorre entre o epitopo e TCR ou entre epitopo e anticorpo. Um "bom encaixe" entre o determinante antigênico e o sítio de ligação do anticorpo ou do TCR depende de forças atrativas intermoleculares. Estas forças atrativas devem ser maiores que as repulsivas. A capacidade do grupo imunodominante formar uma ligação estável com o anticorpo ou com o TCR pode ser reversível se houver desequilíbrio entre as forças atrativas e repulsivas. A estabilidade do complexo antígeno-anticorpo ou antígeno-TCR depende da proximidade da ligação e está condicionada às ligações químicas existentes.
Quando uma molécula é designada como estranha, ela contém epítopos que não são encontrados nos antígenos próprios.
No caso de um distúrbio autoimune, as reações iniciadas contra um antígeno próprio podem lesar tecidos, resultando na liberação e alterações teciduais. A doença autoimune caracteriza-se por uma agressão no sistema imunológico, em que este perde a capacidade de reconhecer o quê é original e o quê não é, levando à produção de anticorpos contra as células, órgãos e tecidos saudáveis, atacando e os destruindo, quando sua função deveria ser a proteção.
Embora os epítopos sejam geralmente derivados de proteínas não próprias, as sequências derivadas do hospedeiro que podem ser reconhecidas imunologicamente são também classificadas como epítopos. A parte de um anticorpo que reconhece o epítopo é designada por parátopo. Como visto, um epítopo pode ser linear ou conformacional.

## Tipos

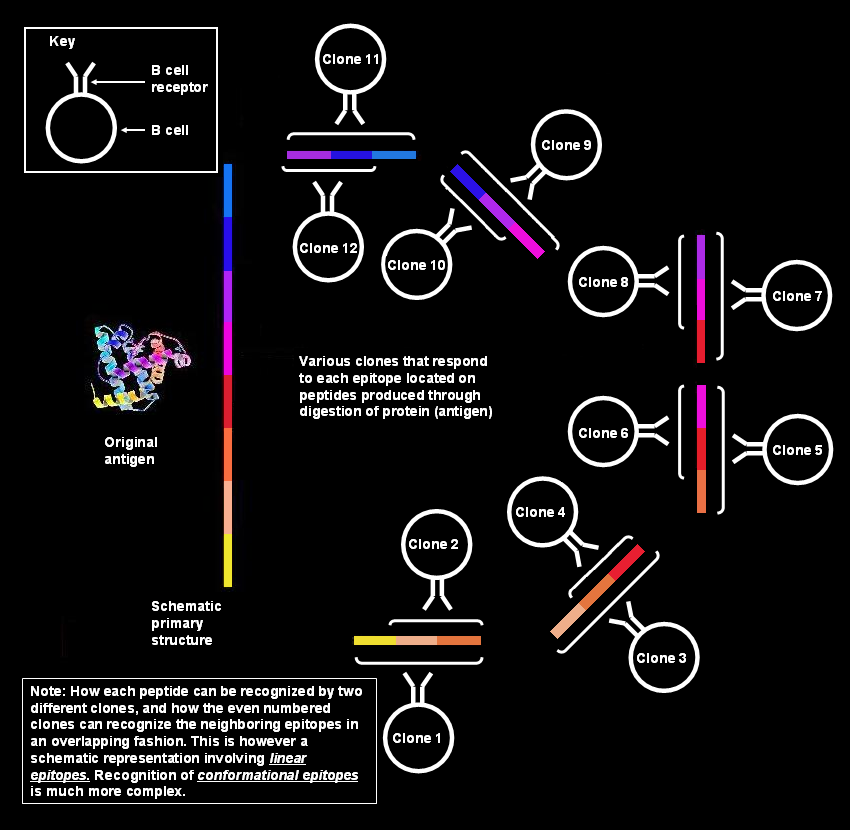
Reconhecimento de epítopos lineares. Nota: segmentos da mesma cor na proteína podem fazer parte de mais do que um epítopo.

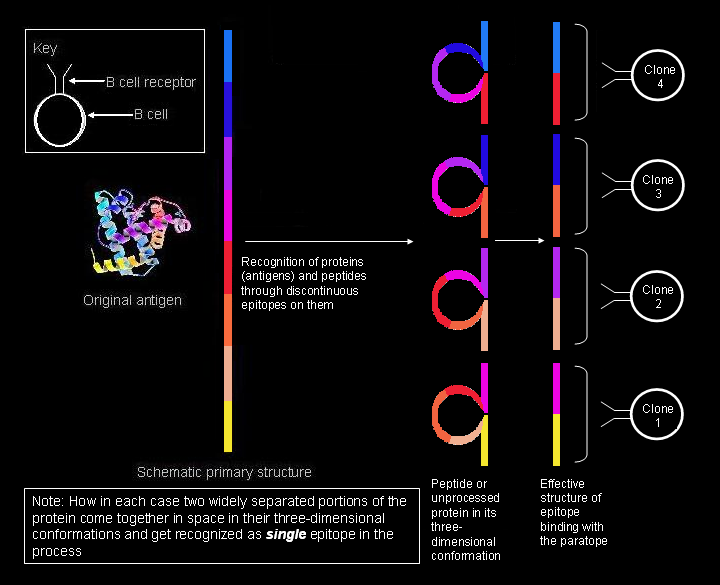
Reconhecimento de epítopos conformacionais por células B. Note como segmentos amplamente separados na estrutura primária entram em contacto na estrutura terciária tridimensional, fazendo parte do mesmo epítopo.

Os epítopos dos antigénios proteicos dividem-se em duas categorias: epítopos conformacionais e epítopos lineares. Esta divisão baseia-se na sua estrutura e interação com o parátopo.
Um epítopo conformacional é composto por secções que não são seguidas pela sequência de aminoácidos do antigénio, mas que, devido ao enovelamento ou disposição da proteína, estão próximas umas das outras, dando origem a um certo relevo. Estes epítopos interagem com o parátopo precisamente devido ao relevo da superfície da estrutura tridimensional do antigénio (estrutura terciária).
Ao contrário dos anteriores, os epítopos lineares interagem com o parátopo de acordo com a sua sequência de aminoácidos ou estrutura primária. Um epítopo linear é formado por uma sequência contínua de aminoácidos do antigénio. As proteínas que funcionam como antigénios são processadas na célula e convertidas em pequenos peptídeos, que são depois "apresentados" na superfície celular, ligados a moléculas de MHC, de modo que a sequência de epítopos lineares é a sequência linear de aminoácidos destes peptídeos. 

## Bioquímica
Os anticorpos, tanto livres como os fixados na matriz extracelular, ligam-se a moléculas antigénicas numa superfície de ligação para formar complexos antigénio-anticorpo. Estas superfícies de ligação nas macromoléculas consistem em sequências específicas complexas denominadas determinantes antigénicos ou epítopos. A maioria dos epítopos reconhecidos por anticorpos ou células B podem ser considerados relevos de superfície tridimensionais de uma molécula de antigénio; estes relevos encaixam precisamente e, assim, ocorre a ligação do anticorpo. A parte de um anticorpo que reconhece o epítopo é designada por parátopo. A exceção são os epítopos lineares, que são determinados pela sequência de aminoácidos (a estrutura primária) em vez da forma tridimensional (estrutura terciária) de uma proteína.
Quando se conhece a sequência genética de um epítopo específico que se sabe ser reconhecido por um anticorpo, é possível utilizá-la para gerar uma proteína quimérica pela fusão da open reading frame (ORF) de um gene a estudar com a sequência do referido epítopo; desta forma, o anticorpo inicial pode ser utilizado para detetar a proteína quimérica, o que permite a sua deteção e análise.

## Imunologia
Os epítopos reconhecidos pelas células T são apresentados na superfície de uma célula apresentadoras de antigénios ligadas a moléculas do complexo principal de histocompatibilidade (MHC). Os epítopos para as células T apresentados pelas moléculas do MHC de classe I são tipicamente peptídeos com um comprimento entre 8 e 15 aminoácidos, enquanto as moléculas do MHC de classe II apresentam peptídeos mais longos (e as moléculas do MHC não clássicas também apresentam epítopos não peptídicos, como os glicolipídios).
Os epítopos podem ser mapeados utilizando microarranjos de proteínas e com técnicas de ELISPOT ou ELISA.
Os epítopos apresentam por vezes reatividade cruzada. Esta propriedade é explorada pelo sistema imunitário na regulação por anticorpos anti-idiotípicos (nome originalmente proposto por Prémio Nobel Niels Kai Jerne). Se um anticorpo se ligar a um epítopo de um antigénio, o parátopo pode tornar-se o epítopo de outro anticorpo que se lhe ligará. Se este segundo anticorpo for da classe IgM, a sua ligação pode potenciar a resposta imunitária; se o segundo anticorpo for da classe IgG, a sua ligação pode diminuí-la.
Atualmente, estão a ser conduzidas pesquisas intensivas para desenvolver ferramentas fiáveis para a predição de epítopos em proteínas.

## Marcação de epítopos
Os epítopos são amplamente utilizados em proteómica e no estudo de produtos génicos. Utilizando técnicas de ADN recombinante, as sequências genéticas que codificam os epítopos reconhecidos pelos anticorpos comuns podem ser fundidas ao gene. Após a síntese proteica, a marcação de epítopo resultante permite que o anticorpo encontre a proteína ou outro produto genético, o que é uma ferramenta laboratorial útil para a localização, purificação e subsequente caracterização molecular. Epítopos normalmente utilizados para este fim são: Myc-tag, HA-tag, FLAG-tag, GST-tag, 6xHis e OLLAS. Os péptidos podem também ligar-se a proteínas que formam ligações covalentes com o péptido, o que permite a sua imobilização irreversível. 